# Mont Veniaminof
Le mont Veniaminof est un des stratovolcans actifs de la péninsule de l'Alaska, aux États-Unis, situé à l'intérieur du refuge faunique national de la Péninsule d'Alaska.

## Géographie
Situé à 780 km au sud-ouest d'Anchorage, le mont Veniaminof est un des volcans les plus élevés de la péninsule de l'Alaska.
Il s'agit d'un stratovolcan au sommet formé d'une caldeira de huit kilomètres de largeur pour onze kilomètres de longueur et formée il y a 3 700 ans. Cette caldeira, du fait de l'altitude et de la position géographique de ce volcan, a été emplie au cours des siècles par des neiges et glaciers qui ont profondément modifié sa morphologie. À l'ouest, le rebord de cette caldeira a été érodé par l'érosion glaciaire ; au sud, une couverture permanente de glace et de neige la remplit. Au nord, le dénivelé entre le fond et le bord de la caldeira dépasse 500 mètres.
Toutes les éruptions postérieures et externes à cette caldeira se sont produites le long d'une zone de rift, zone de faiblesse longue de 55 kilomètres et orientée nord-ouest/sud-est, de la côte de la mer de Béring en direction du Pacifique.
Les affleurements mis à nu par l'érosion glaciaire montrent que ce volcan a eu une longue activité du type tholéiites d'arc, produisant des basaltes et des basaltes andésitiques depuis environ 250 000 ans jusqu'à il y a environ 100 000 ans.
Par la suite, le magma est devenu plus siliceux, et le mont Veniaminof s'est mis à produire des andésites et des dacites.

## Histoire

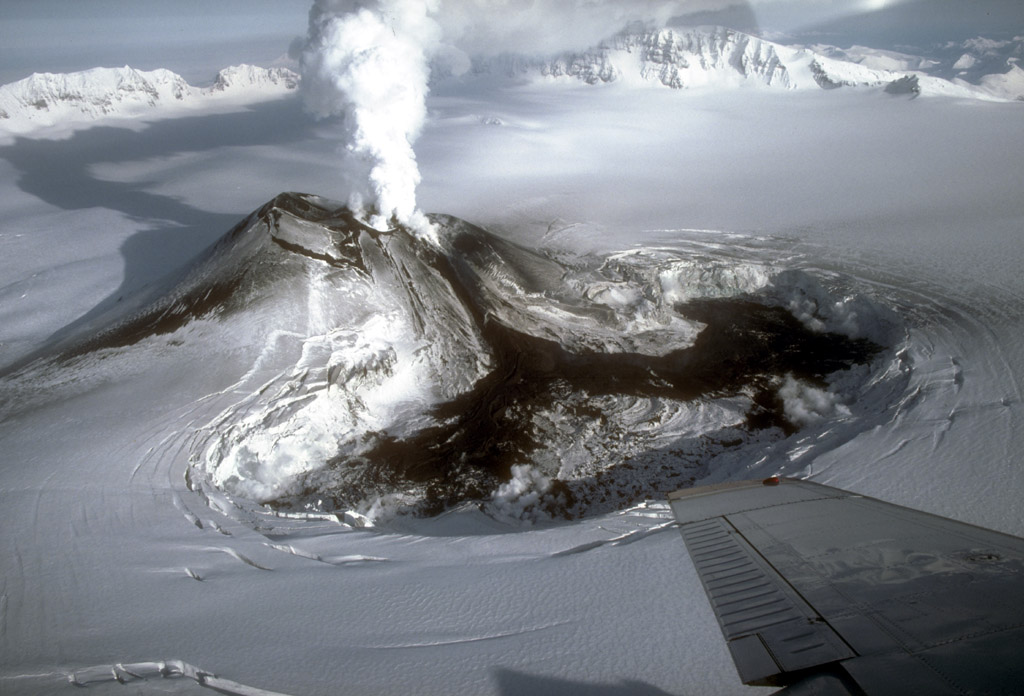
Vue aérienne du mont Veniaminof en éruption en 1984.

L'activité récente du mont Veniaminof s'est principalement manifestée à l'intérieur de la caldeira et a conduit à l'édification de deux cônes. Le plus occidental des deux, culminant à 2 156 mètres d'altitude et émergeant de 330 mètres au-dessus du glacier qui l'entoure, a probablement été le siège de toutes les éruptions historiques tandis que son voisin est très affecté par l'érosion glaciaire.
Ce volcan produit des nuages de cendre andésitique et dacitique dont on peut trouver les traces jusqu'à 55 kilomètres du bord de la caldeira, jusque dans la mer de Béring et sur la côte de l'océan Pacifique. Depuis les temps historiques, le volcan est entré une vingtaine en éruption entre 1830 et 2006.
Le risque majeur le plus redouté actuellement de la part de ce volcan est un jökulhlaup, c'est-à-dire une brusque débâcle glaciaire provoquée par la chaleur du magma et capable de provoquer d'énormes inondations.